# Vendin-le-Vieil

Vendin-le-Vieil este o comună în departamentul Pas-de-Calais, Franța. În 1 ianuarie 2022 avea o populație de 8.596 de locuitori.